# Ałykuł Osmonow
Ałykuł Osmonow (ur. 21 marca 1915, zm. 12 grudnia 1950) – kirgiski poeta.

## Życiorys
Osmonow urodził się w Kaptal-Aryk w rejonie Panfiłow w Kirgistanie. Był sierotą i wychowywał się w sierocińcu w Biszkeku, a potem w Tokmoku. W 1929 roku rozpoczął studia w szkole pedagogicznej w Biszkeku. Po ich ukończeniu w 1933 roku rozpoczął karierę dziennikarską, pracując dla kilku gazet kirgiskich. W 1938 roku został członkiem Związku Pisarzy, a w latach 1939–1940 pełnił funkcję sekretarza naczelnego Kirgiskiego Związku Pisarzy.
W 1930 roku opublikował swój pierwszy wiersz, a w 1935 roku pierwszy tomik. Opublikował około 500 wierszy. Przetłumaczył między innymi na język kirgiski Rycerza w tygrysiej skórze Szoty Rustaweliego, szekspirowskiego Otella oraz Eugeniusza Oniegina Puszkina.
Zmarł na gruźlicę w Biszkeku w 1950 roku, w wieku 35 lat. Został pochowany na cmentarzu Ała Archa w Biszeku. Jego utwory były tłumaczone na język rosyjski i estoński. W 2015 roku przetłumaczono je na język turecki i w Ankarze ukazał się tomik jego wierszy.

## Nagrody
- 31.01.1939 Order „Znak Honoru”[2]
- 1950 Nagroda Państwowa ZSRR
- 1967 pośmiertnie Nagroda Leninowska

## Upamiętnienie
- 8 marca 2012 roku odbyła się premiera pełnometrażowego filmu Miezgił żana Ałykuł Ajdaja Czotujewoja[7].
- 1 kwietnia 2015 roku Biblioteka Narodowa Republiki Kirgiskiej zostało nadane imię Ałykuła Osmonowa[8] z okazji 100. rocznicy urodzin poety[9].
- W październiku 2015 roku w budynku biblioteki narodowej republiki kirgiskiej zostało otwarte muzeum Osmonowa[10].
- W 1986 roku Związek Pisarzy Kirgistanu ustanowił nagrodę literacką im. A. Ałykuła Osmonowa[11].
- Muzeum Ałykuła Osmonowa we wsi Kaptal-Aryk[12].
- w 2000 roku powstało Dom-Muzeum Ałykuła Osmonowa w Biszkeku[13].
- Gimnazjum im. Osmonowa w Czołpon-Ata[14].
- Jego portret i fragment jego poezji znajdują się na kirgiskim banknocie 200 som[15].